# Terry Crews

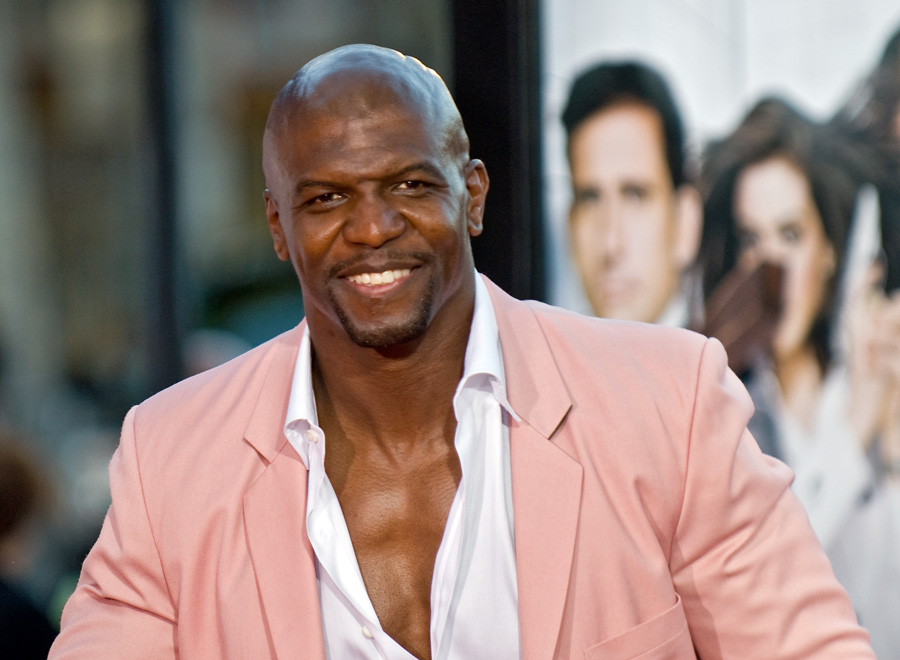
Terry Crews 2008

Terrence Alan "Terry" Crews, född 30 juli 1968 i Flint i Michigan, är en amerikansk skådespelare och föredetta amerikansk fotbollsspelare i NFL. 
Crews har bland annat medverkat i TV-serier som The Boondocks, All of Us och CSI: Miami.
Han är gift med Rebecca Crews sedan 1990 och har fem barn med henne.
Crews är förespråkare för kvinnors rättigheter och aktivist mot sexism, och han har delat berättelser om missförhållanden hans familj har fått uthärda i händerna på hans våldsamma far. I samband med Metoo-rörelsen gick han ut offentligt med berättelser om sexuella övergrepp han utsatts för.

## Filmografi
| År          | Titel                                    | Info     |
| ----------- | ---------------------------------------- | -------- |
| 2000        | 6:e dagen                                |          |
| 2001        | Training Day                             |          |
| 2002        | Serving Sara                             |          |
| 2002        | Friday After Next                        |          |
| 2003        | Deliver Us from Eva                      |          |
| 2003        | Malibu's Most Wanted                     |          |
| 2003        | How to Get the Man's Foot Outta Your Ass |          |
| 2004        | Starsky & Hutch                          |          |
| 2004        | Soul Plane                               |          |
| 2004        | White Chicks                             |          |
| 2005        | Benknäckargänget - Krossa dem            |          |
| 2005        | Harsh Times                              |          |
| 2005 – 2008 | Everybody Hates Chris                    | TV-serie |
| 2006        | The Alibi                                |          |
| 2006        | Behind the Smile                         |          |
| 2006        | The Benchwarmers                         |          |
| 2006        | Puff, Puff, Pass                         |          |
| 2006        | Click                                    |          |
| 2006        | Idiotrepubliken                          |          |
| 2007        | Norbit                                   |          |
| 2007        | How to Rob a Bank                        |          |
| 2007        | Who's Your Caddy?                        |          |
| 2007        | Balls of Fury                            |          |
| 2008        | Street Kings                             |          |
| 2008        | Get Smart                                |          |
| 2009        | Gamer                                    |          |
| 2010        | Lottery Ticket                           |          |
| 2010        | The Expendables                          |          |
| 2010        | Middle Men                               |          |
| 2010        | Bridesmaids                              |          |
| 2012        | The Expendables 2                        |          |
| 2012        | The Newsroom                             | TV-serie |
| 2013        | Scary Movie 5                            |          |
| 2013 – 2021 | Brooklyn Nine-Nine                       | TV-serie |
| 2013        | Det regnar köttbullar 2                  | Röst     |
| 2014        | Draft Day                                |          |
| 2014        | Blended                                  |          |
| 2014        | The Expendables 3                        |          |
| 2014        | Reach Me                                 |          |
| 2015        | The Ridiculous 6                         |          |
| 2018        | Deadpool 2                               | Bedlam   |